# Mesogonia monsonensis
Mesogonia monsonensis är en insektsart som beskrevs av Young 1977. Mesogonia monsonensis ingår i släktet Mesogonia och familjen dvärgstritar. Inga underarter finns listade i Catalogue of Life.